# Lewis Irving
Lewis Irving (Quebec, 10 november 1995) is een Canadese freestyleskiër. Hij vertegenwoordigde zijn vaderland op de Olympische Winterspelen 2018 in Pyeongchang.

## Carrière
Bij zijn wereldbekerdebuut, in januari 2015 in Deer Valley, scoorde Irving direct wereldbekerpunten. In december 2015 behaalde de Canadees in Peking zijn eerste toptienklassering in een wereldbekerwedstrijd. In december 2017 stond hij in Secret Garden voor de eerste maal in zijn carrière op het podium van een wereldbekerwedstrijd. Tijdens de Olympische Winterspelen van 2018 in Pyeongchang eindigde Irving als 24e op het onderdeel aerials.

## Resultaten

### Olympische Spelen
| Jaar | Plaats      | Resultaten  |
| ---- | ----------- | ----------- |
| 2018 | Pyeongchang | 24e Aerials |

### Wereldbeker
Eindklasseringen
| Seizoen   | Algm | AE  |
| --------- | ---- | --- |
| 2014/2015 | 175e | 34e |
| 2015/2016 | 49e  | 12e |
| 2016/2017 | 117e | 24e |
| 2017/2018 | 42e  | 9e  |
| 2019/2020 | 22e  | 5e  |